# Юрятино (Камешковский район)
Юря́тино — деревня в Камешковском районе Владимирской области России, входит в состав муниципального образования Второвское.

## География
Деревня расположена в 4 км на юг от центра поселения села Второво и в 18 км на юго-запад от райцентра Камешково.

## История
В конце XIX — начале XX века деревня входила в состав Лаптевской волости Владимирского уезда, с 1924 года — в составе Второвской волости. В 1859 году в деревне числилось 30 дворов, в 1905 году — 49 дворов, в 1926 году — 74 хозяйств.
С 1929 года деревня входила в состав Курменевского сельсовета Владимирского района, с 1940 года — в составе Второвского сельсовета Камешковского района, с 2005 года — в составе муниципального образования Второвское.

## Население
| 1859 | 1905 | 1926 |
| ---- | ---- | ---- |
| 223  | 351  | 344  |

| 1859 | 1905 | 1926 | 2002 | 2010 | 2021 |
| ---- | ---- | ---- | ---- | ---- | ---- |
| 223  | ↗351 | ↘344 | ↘1   | ↗2   | ↗75  |